# Гейлюссакия
Гейлюссакия (лат. Gaylussacia) — род растений семейства Вересковые. Растение получило название в честь французского химика Жозефа Луи Гей-Люссака.

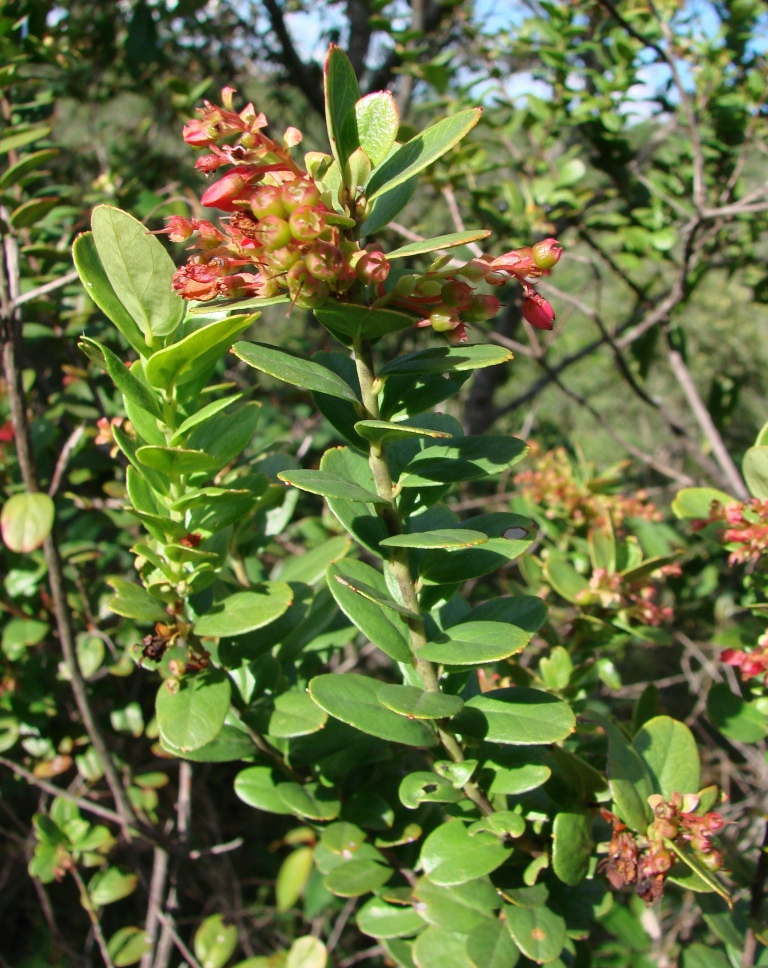
Gaylussacia brasiliensis

## Ареал
Виды рода Гейлюссакия встречаются в США в штатах Флорида, Джорджия, Айова, Иллинойс, Индиана, Кентукки, Луизиана, Массачусетс, Мэриленд, Мэн, Мичиган, Миннесота, Миссури, Миссисипи, Северная Каролина, Нью-Гэмпшир, Нью-Джерси, Нью-Йорк, Огайо, Пенсильвания, Род-Айленд, Южная Каролина, Теннесси, Виргиния, Вермонт, Висконсин, Западная Виргиния. Часто являются компонентом дубово-верескового леса.

## Биологическое описание
Листопадные или вечнозеленые кустарники от 0,4 до 1,8 метра в высоту.

## Виды
По информации базы данных The Plant List, род включает 56 видов:
- Gaylussacia amazonica Huber
- Gaylussacia amoena Cham.
- Gaylussacia angulata Gardner
- Gaylussacia angustifolia Cham.
- Gaylussacia arassatubensis R.R.Silva & Cervi
- Gaylussacia baccata (Wangenh.) K.Koch
- Gaylussacia bigeloviana (Fernald) Sorrie & Weakley
- Gaylussacia brachycera (Michx.) Torr. & A.Gray
- Gaylussacia brasiliensis (Spreng.) Meisn.
- Gaylussacia buxifolia Kunth
- Gaylussacia caparoensis Sleumer
- Gaylussacia caratuvensis R.R.Silva & Cervi
- Gaylussacia cardenasii A.C.Sm.
- Gaylussacia centunculifolia Sleumer
- Gaylussacia chamissonis Meisn.
- Gaylussacia ciliosa Meisn.
- Gaylussacia cinerea Taub.
- Gaylussacia corvensis R.R.Silva & Cervi
- Gaylussacia decipiens Cham.
- Gaylussacia densa Cham.
- Gaylussacia duartei Sleumer
- Gaylussacia dumosa (Andrews) Torr. & A.Gray
- Gaylussacia fasciculata Gardner
- Gaylussacia frondosa (L.) Torr. & A.Gray
- Gaylussacia gardneri Meisn.
- Gaylussacia goyazensis Sleumer
- Gaylussacia harleyi Kin.-Gouv.
- Gaylussacia incana Cham.
- Gaylussacia jordanensis Sleumer
- Gaylussacia loxensis Sleumer
- Gaylussacia martii Meisn.
- Gaylussacia montana (Pohl) Sleumer
- Gaylussacia mosieri Small
- Gaylussacia nana (A.Gray) Small
- Gaylussacia oleifolia Dunal
- Gaylussacia orocola (Small) Camp
- Gaylussacia pallida Cham.
- Gaylussacia peruviana Sleumer
- Gaylussacia pinifolia Cham. & Schltdl.
- Gaylussacia pruinosa Loes.
- Gaylussacia pseudociliosa Sleumer
- Gaylussacia pseudogaultheria Cham. & Schltdl.
- Gaylussacia pulchra Pohl
- Gaylussacia reticulata Mart. ex Meisn.
- Gaylussacia retivenia Sleumer
- Gaylussacia retusa Mart. ex Meisn.
- Gaylussacia rhododendron Cham. & Schltdl.
- Gaylussacia riedelii Meisn.
- Gaylussacia rigida Casar.
- Gaylussacia rugosa Cham. & Schltdl.
- Gaylussacia salicifolia Cham. & Schltdl.
- Gaylussacia setosa Kin.-Gouv.
- Gaylussacia tomentosa (A.Gray) Pursh ex Small
- Gaylussacia ursina (M.A.Curtis) Torr. & A.Gray
- Gaylussacia virgata Mart. ex Meisn.
- Gaylussacia vitis-idaea Mart. ex Meisn.